# Cios (herb szlachecki)

Herb szlachecki Cios

Cios – polski herb szlachecki.

## Opis herbu
Na tarczy dwudzielnej, w polu pierwszym błękitnym – sześcioramienna gwiazda złota, w drugim czerwonym ręka zbrojna w miecz. Klejnot ręka zbrojna.

## Najwcześniejsze wzmianki
Nadany w 1844 przez cesarza Rosji Mikołaja I.

## Herbowni
Boether.